# Kairos (mythologie)

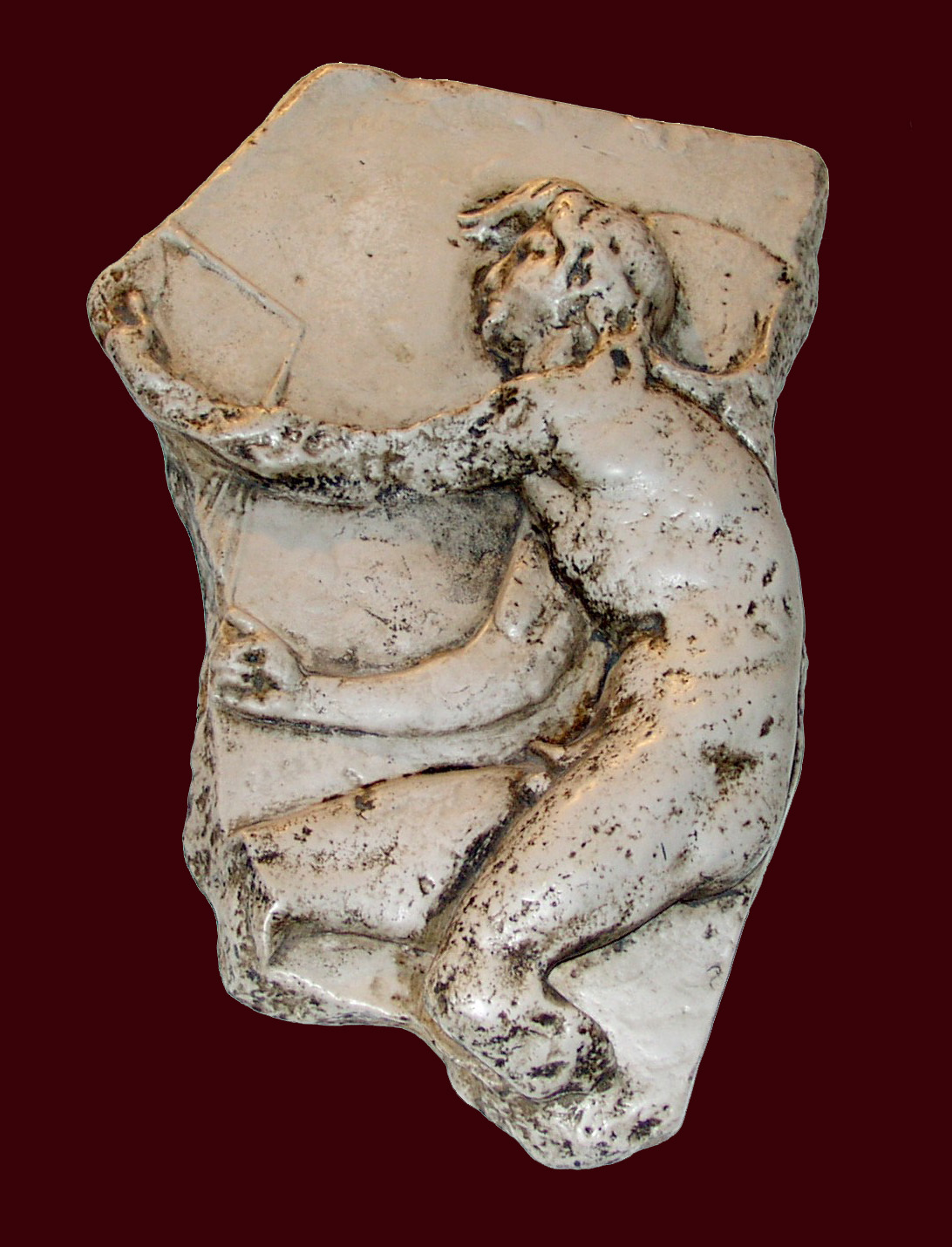
Kairos-Relief von Lysippos, Kopie in Trogir

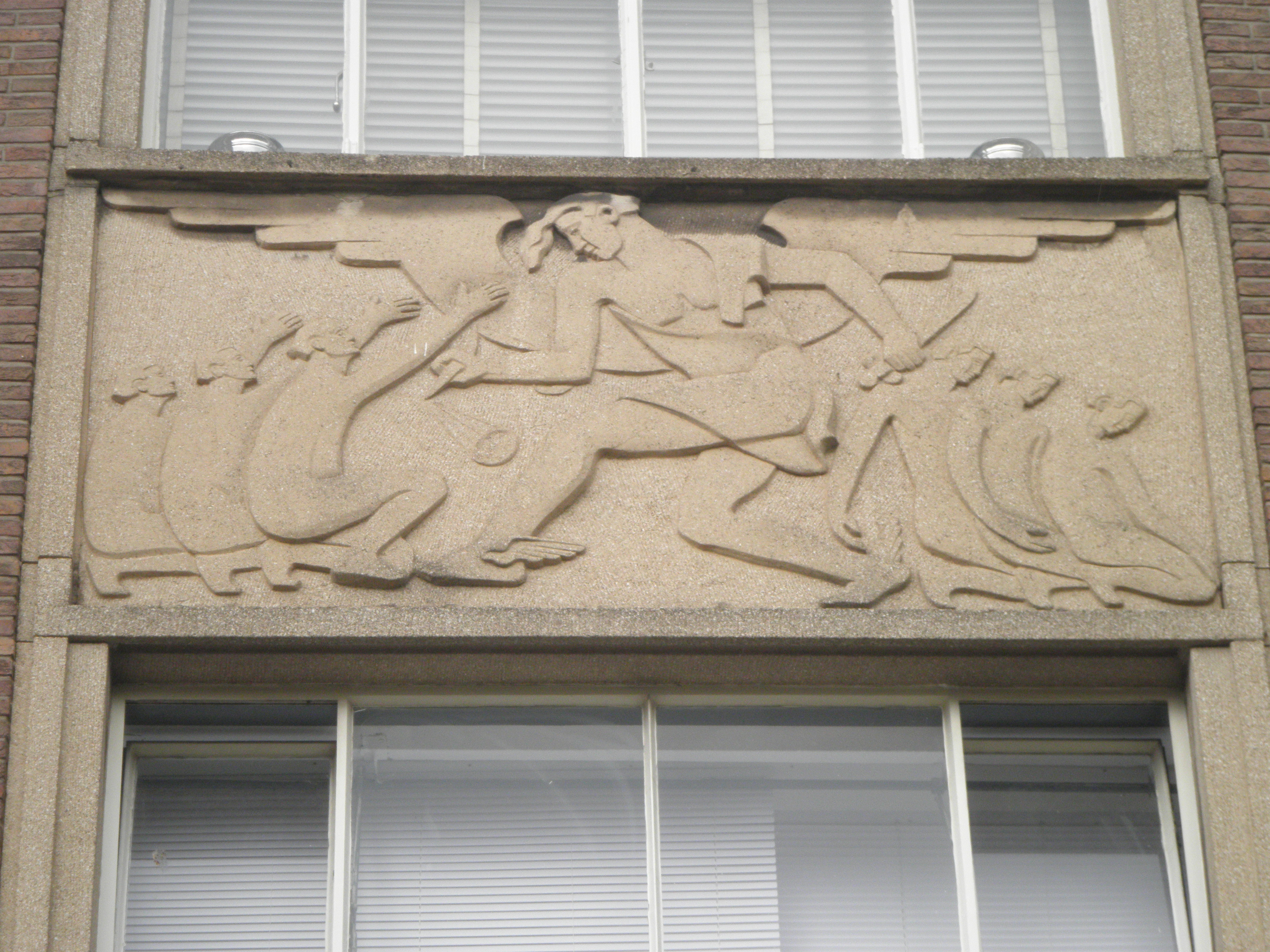
Caerus, reliëf op het voormalig Hegius Gymnasium aan de Nieuwe Markt in Deventer

Kairos (Oudgrieks: Καιρος), ook wel weergegeven als Caerus, is in de Griekse mythologie de personificatie van de gelegenheid, het juiste moment om iets voor elkaar te krijgen. Hij was het jongste goddelijke kind van de oppergod Zeus.

## Naam
Veel van de goddelijke wezens in de Griekse mythologie waren een verpersoonlijking van een abstract begrip dat belangrijk is in het bestaan van mensen. Het Oudgriekse woord voor dat begrip werd dan met een hoofdletter gespeld, de naam van zo'n wezen, dat meestal op een niveau tussen echte goden en mensen stond: een daimon (Oudgrieks: Δαίμων). Op die manier stond Kairos voor καιρός, het geschikte moment, de uitgelezen kans om een doel te bereiken.
De naam 'Caerus' is een overzetting van de naam 'Kairos' in het Latijn. De vergelijkbare Romeinse godheid heette Occasio of Tempus. Ook Fortuna neemt weleens een vergelijkbare plaats in.

## Iconografie

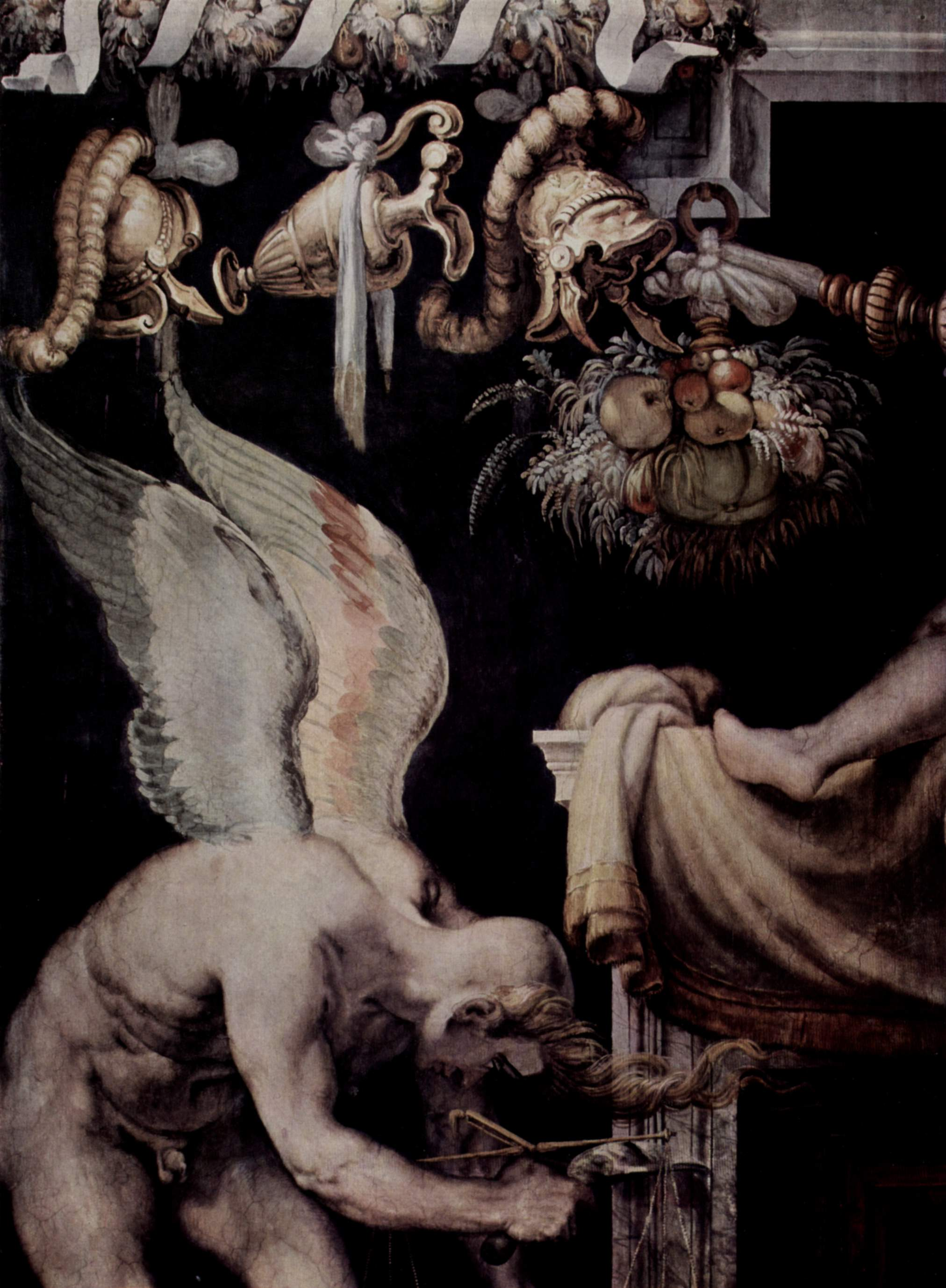
Kairos, detail fresco in Palazzo Sacchetti te Rome

Kairos wordt afgebeeld zonder kleren en kaal, afgezien van een haarlok op zijn voorhoofd. De betekenis hiervan is dat je een kans kunt grijpen als je hem vooraf aan ziet komen, maar achteraf is er geen manier om hem weer terug te halen. Net als Hermes wordt hij vaak afgebeeld met vleugels aan zijn voeten, omdat de gelegenheid snel weer voorbij is.
Hij is altijd jong en mooi, want er is steeds weer een nieuwe gelegenheid die  schoonheid voort kan brengen en met de schoonheid vergaan ook de kansen. Hij heeft vaak een scheermes of een weegschaal bij zich, wat benadrukt dat de gelegenheid een kritiek moment is: scherp onderscheidend en doorslaggevend voor het vervolg.

## Teksten
Posidippus van Pella, een Grieks dichter uit de 3e eeuw v. Chr., heeft een epigram (AP 16.275) over een standbeeld van Kairos geschreven. Ausonius een Latijns dichter uit de 4e eeuw heeft hiervan een bewerking in het Latijn gemaakt (Epigrammen 12) die gaat over de godin Occasio. Erasmus heeft beide versies, met een eigen vertaling in het Latijn opgenomen in zijn 'Adagia' (595=I.6.95)
Pausanias vermeldt in zijn Beschrijving van Griekenland in boek 5 (5.14.9) onder de altaren bij Olympia ook het altaar van Kairos en vertelt dat een van de gedichten van Ion uit Chios een hymne aan Kairos is.
De Griekse sofist en redenaar Callistratus, die leefde in de 3e of 4e eeuw, schreef in zijn Ekphraseis (Latijn: Statuarum descriptiones) veertien beroemde beeldhouwwerken, waaronder het beeld van Kairos in Sicyon, gemaakt door de beeldhouwer Lysippos.
In de Fabulae Aesopiae (Fabels van Aesopus) van Phaedrus geeft boek 5, fabel 8 een beschrijving van Kairos, onder de Latijnse naam Tempus:
Tempus

Cursu uolucri, pendens in nouacula,

caluus, comosa fronte, nudo corpore,

quem si occuparis, teneas, elapsum semel

non ipse possit Iuppiter reprehendere,

occasionem rerum significat breuem.

Effectus impediret ne segnis mora,

finxere antiqui talem effigiem Temporis.

Het Moment

In vliegende sprint, balancerend op de rand van de snede,

kaal met een haarlok op zijn voorhoofd, het lichaam bloot - 

greep je hem vooraf, houd je hem vast, maar eenmaal ontsnapt

kan Jupiter zelf hem niet eens terughalen -

zo geeft hij uitdrukking aan het korte moment dat daden mogelijk zijn.

Om resultaten niet mis te lopen door getreuzel

bedacht men in het verleden dit beeld van Het Moment.